# American Fern Society
La American Fern Society o Sociedad Americana del helecho, fue fundada en 1893. Hoy en día, cuenta con más de 1000 miembros en todo el mundo, con varios capítulos locales.
Willard N. Clute fue el fundador de la sociedad, que originalmente se establece como el "Capítulo Fern Linneo".
La sociedad ha publicado la revista American Fern Journal, una revista técnica botánica, desde 1910. Antes de eso, publicó el The Fern Bulletin (originalmente The Linnaean Fern Bulletin) desde 1892 a 1912. También publicó The Fiddlehead Forum, un boletín, desde 1974. Desde 1979, ha publicado libros especializados en helechos ocasionales bajo la bandera Pteridologia.
La sociedad de helechos mantiene un intercambio de esporas, donde los miembros pueden pedir esporas de helechos que crecen a partir de una variedad de especies. También patrocina viajes periódicos sobre el terreno, así como un foro de usuarios en el sitio web.